# رأس الطرفة
رأس طُرفة ويعرف أيضاً باسم لسان طُرفة أو ساحل شبة جزيرة طُرفة أو شاطئ طُرفة عبارة عن شبه جزيرة أو لسان بحري بطول يتجاوز 10 كم وعرض يُقدّر بنحو 0,5 كم، وهو يتبع محافظة صبيا الواقعة بمنطقة جازان جنوب غرب السعودية.

## نبذة

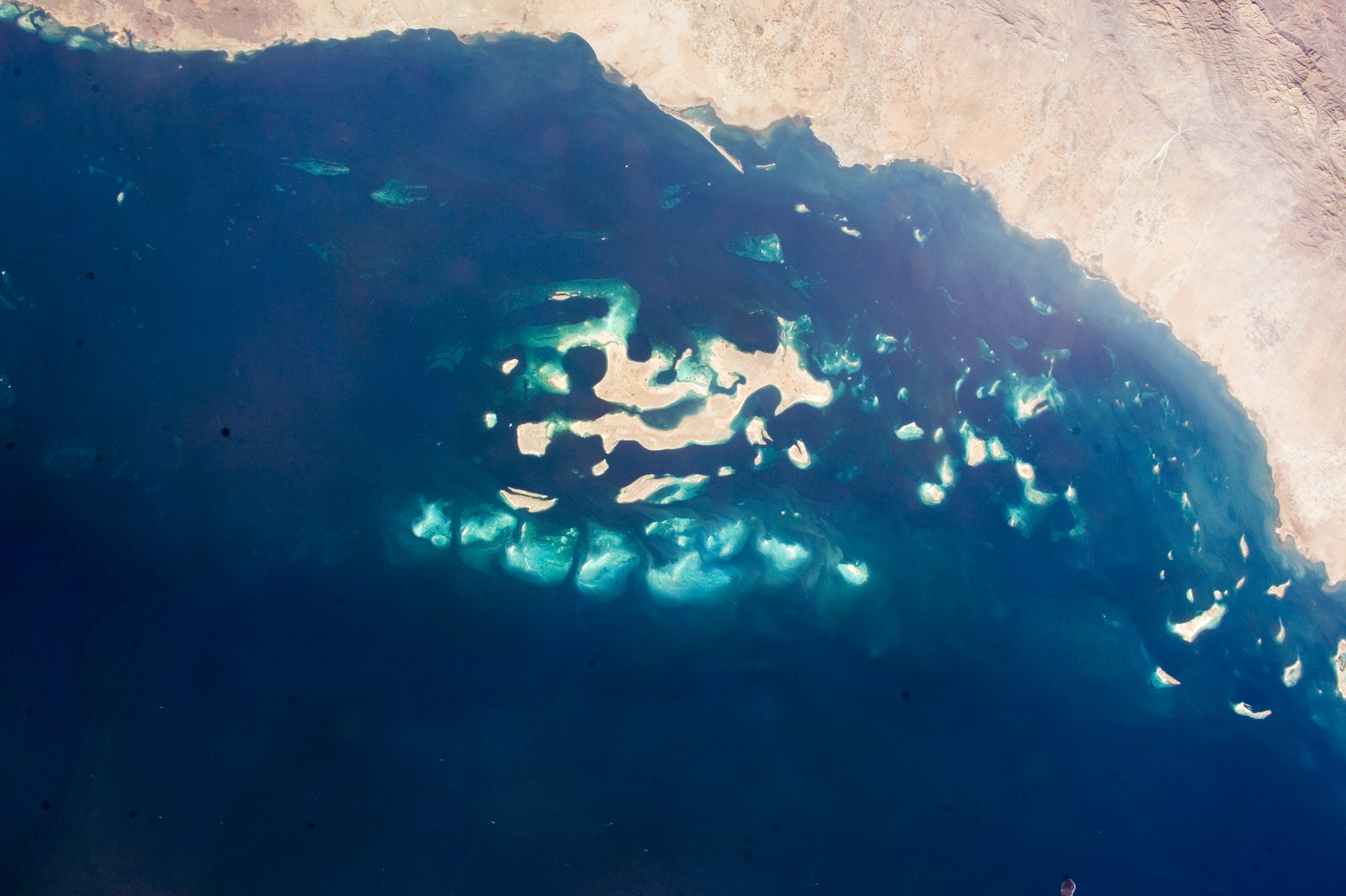
لقطة تُظهر جزر فرسان بالنسبة لمنطقة جازان، ويظهر رأس الطرفة أعلى الصورة مقابلاً للجزر.

يُرجّح بأن رأس طُرفة قد تكوّن قبل أكثر من ستة ملايين سنة، وذلك مع بداية تكوّن الصدع الأفريقي الذي عمل على تغيير معالم جغرافية على امتداد الساحل الغربي والشرقي للبحر الأحمر. احتضنت المنطقة مدينة عثر التاريخية التي يرجع تاريخها إلى العصر الإسلامي المبكر وقد استمر الاستيطان بها حتى القرن السابع الهجري الموافق للقرن الثالث عشر الميلادي.
يقع رأس ُطرفة غرب مدينة صبيا وهو يمتد لأكثر من 10 كم وعرض 0,5 كم، كما أنه يزيد سنويّاً بحوالي 10 سم تقريباً، والمنطقة موازية للبحر وهي عبارة عن تلال مرتفعة بشكل يشبه تضاريس الجُزُر، كما أن المنطقة تحيط بها عدد من الجُزُر. تتميز المنطقة كونها تُعد من أفضل مواقع الغوص. يقام على شواطئ الطرفة أحد أكبر المشاريع الخاصة باستزراع الربيان بمنطقة جازان. كما يُعتبر الرأس من المحميات الطبيعية في المنطقة.